# Цупкин, Дмитрий Юрьевич
Дмитрий Юрьевич Цупкин (27 апреля 1986) — российский футболист, защитник.
Начинал играть в 2003 году в команде второго дивизиона «Динамо» Ижевск. Осенью следующего года из команды, переименованной в «Ижевск», перешёл в белорусскую «Славию» Мозырь. До конца чемпионата отыграл три матча за дубль и пять — в чемпионате. Следующие два года провёл в московском «Динамо», сыграл 30 матчей в турнире дублёров. Последний сезон на профессиональном уровне провёл в 2007 году, сыграв семь матчей во втором дивизионе за «Металлург» Красноярск. В 2008 году играл за «Энергию» Чайковский в ЛФЛ.